# Samedi soir à Paris
Pour plus de détails, voir Fiche technique et Distribution.

Samedi soir à Paris est un téléfilm français écrit et réalisé par Laurent Ardoint et Stéphane Duprat, diffusé en 1998 dans le cadre d'une soirée Thema sur la chaîne franco-allemande Arte.

## Synopsis
Un jeune parisien moyen cherche à séduire une fille durant la soirée d'un samedi à Paris.

## Fiche technique
- Titre : Samedi soir à Paris
- Réalisation : Laurent Ardoint et Stéphane Duprat
- Images : Philippe Le Metter
- Montage : Laurent Ardoint, Stéphane Duprat
- Son : dana farzanehpour

## Distribution
- Benjamin Egner : Francis Janvion
- Audrey Rimbaud : Nathalie Genghini
- Stéphane Duprat : Max Rocheteau
- Eric Laborie : Armand Ettori
- Marine Segalen : Gabrielle Bossis
- Valérie Moreau : Sabrina
- Nicolas Spanoudis : Fleuriste
- Henri-Paul Korchia : Le serveur
- Dominique Thomas : Le videur
- Jean-François Hudo : Le D.J.